# العلاقات الباكستانية الفيتنامية
العلاقات الباكستانية الفيتنامية هي العلاقات الثنائية التي تجمع بين باكستان وفيتنام.

## مقارنة بين البلدين
هذه مقارنة عامة ومرجعية للدولتين:
| وجه المقارنة                                              | باكستان                     | فيتنام           |
| --------------------------------------------------------- | --------------------------- | ---------------- |
| المساحة (كم2)                                             | 881.91 ألف                  | 331.69 ألف       |
| عدد السكان (نسمة)                                         | 197.02 مليون                | 94.66 مليون      |
| الكثافة السكانية (ن./كم²)                                 | 223.4                       | 285.39           |
| العاصمة                                                   | إسلام آباد                  | هانوي            |
| اللغة الرسمية                                             | لغة إنجليزية، اللغة الأردية | اللغة الفيتنامية |
| العملة                                                    | روبية باكستانية             | دونغ فيتنامي     |
| الناتج المحلي الإجمالي (بليون دولار)                      | 304.95 مليار                | 234.19 مليار     |
| الناتج المحلي الإجمالي (تعادل القوة الشرائية) بليون دولار | 946.67 مليار                | 553.42 مليار     |
| الناتج المحلي الإجمالي الاسمي للفرد دولار أمريكي          | 1.43 ألف                    | 2.48 ألف         |
| الناتج المحلي الإجمالي للفرد دولار أمريكي                 | 4.81 ألف                    | 5.63 ألف         |
| مؤشر التنمية البشرية                                      | 0.538                       | 0.666            |
| رمز المكالمات الدولي                                      | +92                         | +84              |
| رمز الإنترنت                                              | .pk                         | .vn              |
| المنطقة الزمنية                                           | ت ع م+05:00                 | ت ع م+07:00      |

## منظمات دولية مشتركة
يشترك البلدان في عضوية مجموعة من المنظمات الدولية، منها:
| علم المنظمة | اسم المنظمة                        | تاريخ انضمام باكستان | تاريخ انضمام فيتنام |
| ----------- | ---------------------------------- | -------------------- | ------------------- |
|             | وكالة ضمان الاستثمار متعدد الأطراف | 12 أبريل 1988        | 5 أكتوبر 1994       |
|             | منظمة الشرطة الجنائية الدولية      | ?                    | ?                   |
|             | منظمة حظر الأسلحة الكيميائية       | ?                    | ?                   |
|             | منظمة التجارة العالمية             | ?                    | 11 يناير 2007       |
|             | الفريق المعني برصد الأرض           | ?                    | ?                   |
|             | الأمم المتحدة                      | 30 سبتمبر 1947       | 20 سبتمبر 1977      |
|             | منتدى آسيان الإقليمي ‏              | ?                    | ?                   |
|             | مؤسسة التمويل الدولية              | 20 يوليو 1956        | 4 أغسطس 1967        |
|             | يونسكو                             | 14 سبتمبر 1949       | 6 يوليو 1951        |
|             | بنك التنمية الآسيوي                | 1966                 | 1966                |
|             | البنك الدولي للإنشاء والتعمير      | 11 يوليو 1950        | 21 سبتمبر 1956      |
|             | المنظمة الهيدروغرافية الدولية      | ?                    | ?                   |
|             | الاتحاد البريدي العالمي            | ?                    | ?                   |
|             | الاتحاد الدولي للاتصالات           | 26 أغسطس 1947        | 24 سبتمبر 1951      |

## وصلات خارجية
- موقع وزارة الخارجية الباكستانية
- موقع وزارة الخارجية الفيتنامية